# Tangerhütte
Tangerhütte är en stad i Landkreis Stendal i det tyska förbundslandet Sachsen-Anhalt. Tangerhütte nämns för första gången i ett dokument från år 1375.

## Administrativ indelning
Tangerhütte består av nitton Ortschaften, alla är tidigare kommuner som upphörde den 31 maj 2010 när de uppgick i den nybildade staden Tangerhütte.
- Bellingen
- Birkholz med Ortsteilen Scheeren und Sophienhof
- Bittkau
- Cobbel
- Demker med Ortsteilen Bahnhof Demker und Elversdorf
- Grieben
- Hüselitz med Ortsteilen Klein Schwarzlosen
- Jerchel
- Kehnert
- Lüderitz med Ortsteilen Groß Schwarzlosen und Stegelitz
- Ringfurth med Ortsteilen Polte und Sandfurth
- Schelldorf
- Schernebeck
- Schönwalde (Altmark)
- Tangerhütte med Ortsteilen Briest und Mahlpfuhl
- Uchtdorf
- Uetz
- Weißewarte
- Windberge  med Ortsteilen Brunkau, Ottersburg und Schleuß